# Jules Erlanger
Jules Erlanger est un compositeur français né à Wissembourg (Bas-Rhin) en 1830 et mort à Bruxelles en 1895.

## Éléments biographiques
Fils d'Israël Süsskind Erlanger, rabbin à Wissembourg, et frère de Michel Erlanger, du Consistoire de Paris. 
Il est diplômé du Conservatoire de musique de Paris et un des fondateurs de la Société des auteurs et compositeurs dramatiques.

## Opérettes
De 1859 à 1861, il a écrit plusieurs opérettes pour le Théâtre des Bouffes Parisiens, L'Arbre de Robinson, Les Dames de Cœur Volant et La Servante à Nicolas.  

## Musique sacrée
Il abandonne ensuite la carrière musicale et se lance dans les affaires,  ne composant plus que de la musique sacrée seulement. Durlacher, à Paris, publie en 1891 un Recueil de dix morceaux exécutés dans les synagogues de France et de Belgique. Quatre collections d'œuvres posthumes de Erlanger ont été publiées à Bruxelles en 1903, l'un contenant de la musique sacrée et trois de musique profane.

## Alliance israélite universelle
Il fut l'un des fondateurs de l'Alliance israélite universelle, et jusqu'à sa mort président du comité belge de l'Alliance.